# ᵾ
Cette page contient des caractères spéciaux ou non latins. S’ils s’affichent mal (▯, ?, etc.), consultez la page d’aide Unicode.
ᵾ, appelé petite capitale U barré, est une lettre additionnelle de l’écriture latine qui est utilisée dans certaines variantes de l’alphabet phonétique américaniste. Elle est composée d’une petite capitale u ‹ ᴜ › avec une barre inscrite.

## Utilisations
Dans l’alphabet phonétique américaniste, la petite capitale U barré ‹ ᵾ › est utilisée pour représenter une voyelle fermée antérieure arrondie [y].

## Représentations informatiques
La petite capitale U peut être représentée avec les caractères Unicode (Extensions phonétiques) suivants :
| formes    | représentations | chaînes de caractères | points de code | descriptions                                    |
| --------- | --------------- | --------------------- | -------------- | ----------------------------------------------- |
| minuscule | ᵾ               | ᵾ                     | U+1D7E         | lettre minuscule latine petite capitale u barré |